# Сирано (Болоња)
Сирано (итал. Sirano) је насеље у Италији у округу Болоња, региону Емилија-Ромања.
Према процени из 2011. у насељу је живело 343 становника. Насеље се налази на надморској висини од 148 м.